# Great Lakes Coca-Cola Bottling
Great Lakes Coca-Cola Bottling est un embouteilleur américain indépendant de la Coca-Cola Company, filiale du groupe Reyes Holdings fondé en 2015 à Rosemont (Illinois) et officiant à Chicago et dans le Nord-Ouest de l'Indiana. 

## Historique
Le 19 novembre 2014, la Great Lakes Coca-Cola Distribution filiale de Reyes Holdings signe une lettre d'intention pour devenir embouteilleur de Coca-Cola,.
Le 20 avril 2016, Reyes Holdings signe un accord pour acheter six usines de  la Coca-Cola Company situées dans le Midwest. Les usines sont celles de Niles, Alsip, Milwaukee, Détroit, Grand Rapids et Eagan. Celle d'Eagan était une usine de la Coca-Cola Bottling Midwest.
Le 8 septembre 2018, Great Lakes Coca-Cola annonce la fermeture de son usine de Kalamazoo au Michigan en novembre.
Le 30 juillet 2019, Great Lakes Coca-Cola achète l'entreprise familiale Coca-Cola Bottling Works of Tullahoma fondée en 1906 à Tullahoma au Tennessee, à quelques kilomètres de l'usine historique de Chattanooga ainsi que les centres logistiques de Clarksville (Tennessee), Elizabethtown et Owensboro au Kentucky.
Le 27 février 2020, Great Lakes Coca-Cola fait construire une usine d'embouteillage à Elgin en banlieue de Chicago, pour 20 millions d'USD,.